# 溫哥華社區學院-克拉克站
溫哥華社區學院－克拉克站（英語：VCC–Clark Station）是加拿大卑詩省溫哥華一座架空列車千禧線車站，為運輸聯線收費架構中一號收費區的其中一個車站。此站位於溫市東6街和克拉克大道的交界處附近，離溫哥華社區學院的百老匯街校園以北約兩個街口，於2006年1月6日開幕後取代金馬素站（現金馬素－百老匯站）成為千禧線的西端終點站至今。

## 歷史
省政府轄下負責興建千禧線的公營機構最初計劃將此站設於格倫路（Glen Drive）和百老匯街的交界處地下，但該帶的地質不利興建地下車站，而附近居民亦擔心在此設置地下車站會令該帶治安惡化。另一方面，溫哥華市政府有意發展福溪東端大北方路（Great Northern Way）沿線的工業用地，並視架空列車為刺激該帶發展的催化劑。綜合各種因素，溫哥華市政府於1999年7月向省政府提出將金馬素站以西的千禧線走線北移，並獲省政府接納；溫哥華社區學院站亦相應遷移至現址。
此站原定於2002年與千禧線其他車站一同開幕，但由於當局與BNSF鐵路公司就購地建站的事宜出現阻滯，此站延至2006年才啓用。運輸聯線亦同時增辦84號巴士線來往此站和卑詩大學，以舒緩既有的百老匯街巴士線（包括99號線）的客流量。

## 未來發展
百老匯街沿線的寫字樓數目為繼溫哥華市中心後全省第二多，而該走廊也是通往卑詩大學的主要通道之一，省政府、大溫哥華區域局和溫哥華市政府因此早已在其長遠交通大綱中包括在該走廊修建軌道交通的項目，但因資金短缺而久未成事。隨著沿線巴士線的乘客量將近飽和（當中99號線的乘客量達每天五萬人次，是大溫地區最繁忙的巴士線之一），運輸聯線從2010年起就舒緩沿線交通展開研究，當中一項方案為將千禧線從溫哥華社區學院－克拉克站西延。

## 車站設計

### 樓層
| T | 側式月台 | 側式月台                                         |
| T | 1號月台  | 千禧線落客月台                                   |
| T | 2號月台  | 千禧線往拉法基湖－道格拉斯站（金馬素－百老匯站） |
| T | 側式月台 |                                                  |
| S | 地面     | 出入口、自動售票機、驗票閘門                     |

## 接駁交通
下列巴士線駛經溫哥華社區學院-克拉克站：
| 巴士站編號 | 服務路線                 |
| ---------- | ------------------------ |
| 1          | 84號巴士，往卑詩大學方向 |

## 外部連結
- 维基共享资源上的相關多媒體資源：溫哥華社區學院－克拉克站